# Saint-Saturnin (Charente)
Saint-Saturnin é uma comuna francesa na região administrativa da Nova Aquitânia, no departamento de Charente. Estende-se por uma área de 13,38 km². Em 2010 a comuna tinha 1 326 habitantes (densidade: 99,1 hab./km²).